# Famous Dex
Декстер Гор — младший (англ. Dexter Gore Jr.; род. 6 сентября 1993 года, Чикаго, Иллинойс, США), более известный под сценическим псевдонимом Famous Dex — американский рэпер и автор песен. Его совместный сингл с A$AP Rocky «Pick It Up» пикировал на 54 месте в чарте Billboard Hot 100. Дебютный студийный альбом Dex Meets Dexter вышел 6 апреля 2018 года на лейблах Rich Forever Music и 300 Entertainment.

## Ранняя жизнь
Декстер Гор — младший родился 6 сентября 1993 года в Чикаго, рос и воспитывался в южной части города. Он решил заниматься музыкой после смерти своей матери в сентябре 2014 года.

## Карьера
В 2015 году он выпустил свой первый микстейп «Never Seen It Coming». Позже, в этом же году он выпустил свой второй микстейп «Dexter’s Laboratory»
В начале 2016 года Famous Dex выпустил свой третий и четвертый микстейпы «Drippy» и «#OhhMannGoddDamn». Летом 2016 года Dex объявил, что он подписал контракт с лейблом Rich The Kid «Rich Forever Music». Вскоре после этого Dex и Rich выпустили совместный проект «Rich Forever».
В марте 2017 года Dex объявил о названии своего дебютного альбома «Dex Meets Dexter». Альбом был выпущен 6 апреля 2018 года.
В октябре 2017 года выпустил «Pick It Up» при участии A$AP Rocky в качестве первого сингла с альбома, который достиг своего пика на 54 месте в Billboard Hot 100, став его первой песней в данном чарте. Второй сингл с альбома «Japan» был выпущен 16 марта 2018 года.
3 января 2020 года выпустил 6-трековый EP Dexter 2031.

## Дискография

### Студийные альбомы
| Название         | Описание | Высшая позиция |
| Название         | Описание | US             |
| ---------------- | --- | -------------- |
| Dex Meets Dexter | - Дата релиза: 6 апреля 2018 года - Формат: Цифровая загрузка - Лейблы: Rich Forever Music, 300 Entertainment  | 12             |
| Diana            | - Выпущен: 9 октября 2020 года - Format: цифровая загрузка, LP - Лейблы: Rich Forever Music, 300 Entertainment | —              |

### Мини-альбомы
| Название    | Описание                                                                    |
| ----------- | --------------------------------------------------------------------------- |
| Dexter 2031 | - Выпущен: 2 января, 2020 - Лейбл: Rich Forever - Формат: Цифровая загрузка |

### Микстейпы
| Название             | Описание                                                                                      |
| -------------------- | --------------------------------------------------------------------------------------------- |
| Never Seen It Coming | - Дата релиза: 12 июня 2015 года - Лейбл: независимый релиз - Формат: цифровое скачивание     |
| Dexter’s Laboratory  | - Дата релиза: 3 октября 2015 года - Лейбл: независимый релиз - Формат: цифровое скачивание   |
| Drippy               | - Дата релиза: 1 января 2016 года - Лейбл: независимый релиз - Формат: цифровое скачивание    |
| #OhhMannGoddDamn     | - Дата релиза: 12 марта 2016 года - Лейбл: независимый релиз - Формат: цифровое скачивание    |
| The Heartbreak Kid   | - Дата релиза: 12 июня 2016 года - Лейбл: Rich Forever, DDB - Формат: цифровое скачивание     |
| Dexter the Robot     | - Дата релиза: 16 сентября 2016 года - Лейбл: независимый релиз - Формат: цифровое скачивание |
| Read About It        | - Дата релиза: 25 декабря 2017 года - Лейбл: независимый релиз - Формат: цифровое скачивание  |

### Совместные микстейпы
| Название                                                     | Описание |
| ------------------------------------------------------------ | --- |
| Rich Forever Music (совместно с Rich The Kid и J$tash)       | - Дата релиза: 4 апреля 2016 года - Лейбл: Rich Forever Music, DDB Ent, Quality Control Music - Формат: цифровое скачивание |
| Rich Forever 2 (совместно с Rich The Kid)                    | - Дата релиза: 4 июля 2016 года - Лейбл: Rich Forever Music, DDB Ent, Quality Control Music - Формат: цифровое скачивание   |
| The Rich Forever Way (совместно с Rich The Kid и Jay Critch) | - Дата релиза: 17 марта 2017 года - Лейбл: Rich Forever Music, DDB Ent, Quality Control Music - Формат: цифровое скачивание |
| Rich Forever 3 (совместно с Rich The Kid и Jay Critch)       | - Дата релиза: 26 июля 2017 года - Лейбл: Rich Forever Music, 300 - Формат: цифровое скачивание                             |
| Rich Forever 4 (совместно с Rich The Kid и Jay Critch)       | - Дата релиза: 2 августа 2019 года - Лейбл: Rich Forever Music, 300 - Формат: цифровое скачивание, стриминг                 |

### Синглы
| Название                                               | Год  | Высшая позиция | Высшая позиция | Высшая позиция | Сертификации | Альбом              |
| Название                                               | Год  | US             | US R&B/HH      | CAN            | Сертификации | Альбом              |
| ------------------------------------------------------ | ---- | -------------- | -------------- | -------------- | ------------ | ------------------- |
| «2 Times»                                              | 2015 | —              | —              | —              |              | Dexter’s Laboratory |
| «Drip from My Walk»                                    | 2015 | —              | —              | —              |              | Drippy              |
| «Pick It Up»(при участии A$AP Rocky)                   | 2017 | 54             | 26             | 60             | - RIAA: Gold | Dex Meets Dexter    |
| «In the Bank» (при участии YoungBoy Never Broke Again) | 2018 | —              | —              | —              |              | Сингл вне альбома   |
| «Japan»                                                | 2018 | 28             | 18             | 40             |              | Dex Meets Dexter    |
| «Light» (при участии Drax Project)                     | 2018 | —              | —              | —              |              | Dex Meets Dexter    |